# Atrichopogon arciforceps
Atrichopogon arciforceps är en tvåvingeart som beskrevs av Tokunaga 1941. Atrichopogon arciforceps ingår i släktet Atrichopogon och familjen svidknott. Inga underarter finns listade i Catalogue of Life.